# Semitextularia
Semitextularia es un género de foraminífero bentónico de la subfamilia Semitextulariinae, de la familia Semitextulariidae, de la superfamilia Palaeotextularioidea, del suborden Fusulinina y del orden Fusulinida. Su especie tipo es Semitextularia thomasi. Su rango cronoestratigráfico abarca desde el Givetiense (Devónico medio) hasta el Fameniense (Devónico superior).

## Discusión
Clasificaciones más recientes incluyen Semitextularia en la superfamilia Semitextularioidea, del suborden Earlandiina, del orden Earlandiida, de la subclase Afusulinana y de la clase Fusulinata.

## Clasificación
Semitextularia incluye a las siguientes especies:
- Semitextularia hiltermanni †
- Semitextularia inartia †
- Semitextularia minuta †
- Semitextularia natiopsis †
- Semitextularia oscoliensis †
- Semitextularia palmuliensis †
- Semitextularia platicera †
- Semitextularia semilukiensis †
- Semitextularia sigillaria †
- Semitextularia thomasi †